# Nimrod Speaks
Nimrod Speaks (* um 1985 in Philadelphia) ist ein US-amerikanischer Jazzmusiker (Kontrabass).

## Leben und Wirken
Speaks, der aus Philadelphia stammt, begann mit 16 Jahren Fender-Bass zu spielen; im College wechselte er zum Kontrabass. Den Bachelor of Arts in Musikpädagogik erwarb er an der Kutztown University of Pennsylvania in Kutztown, den Master in Jazz Studies an der Rutgers University. Er hatte Unterricht u. a. bei Conrad Herwig, Mike Richmond, Victor Lewis, Vic Juris und Stanley Cowell. Seitdem arbeitete er u. a. mit Boostie Barnes, Ronnie Burrage, Doc Gibbs und Hannibal Lokumbe, mit denen er in New York und Philadelphia auftrat, war aber auch mit Greg Osby und Dee Dee Bridgewater auf Tournee. Mit Burrages Trio Holographic Principle veröffentlichte er das Album Dance of the Great Spirit (2019), für das er auch komponierte. Er ist auch auf Alben von Barbara Barrett, Luke O’Reilly und dem Kutztown University Jazz Ensemble zu hören.
Speaks unterrichtet Kontrabass und E-Bass an der Eastern University in St. Davids, Pennsylvania. Gegenwärtig (2018) leitet er ein eigenes Trio, zu dem Andrew Atkinson (Schlagzeug) und Anthony Ware (Saxophon) gehören.

## Diskographische Hinweise
- Korey Riker: Recognizance (2015)
- Irene Reig 5tet Feat John Swana: Views (DiscMedi Blau, 2017)